# بلال الخطيب
بلال الخطيب هو مخرج سينمائي فلسطيني.

## حياته
وُلد في بلدة بلعين الفلسطينية، ويقيم حالياً في مدينة رام الله. درس الإعلام والتلفزة في جامعة القدس، وشارك في العديد من الدورات السينمائية المتخصصة في الإخراج والتصوير والإضاءة. بدأ مسيرته المهنية مصورًا سينمائيًا ومدير إضاءة، ثم انتقل إلى مجال الإخراج بعد حصوله على تدريب متخصص. في عام 2016، أخرج فيلمه القصير الأول بعنوان "بلياردو، قصة قصيرة". و"وجهة نظر أخرى" 2018. فلسطين 87 هو الفيلم القصير الثالث.

## أعماله
من بين أعماله البارزة فيلم "بلياردو" الذي شارك في مهرجان أيام فلسطين السينمائية، حيث نال إشادة نقدية لأسلوبه الفني المميز. يُعرف بتركيزه على القضايا الإنسانية والاجتماعية، وتوظيفه للغة السينما كأداة للتعبير عن الواقع الفلسطيني.